# 笹井優愛
笹井 優愛（ささい ゆうあ、2006年11月25日 - ）は、神奈川県出身の女子サッカー選手。ノジマステラ神奈川相模原ドゥーエ所属。ポジションはミッドフィールダー。女子サッカー選手の笹井一愛は実姉。

## 来歴

### ユース
2024年3月、ノジマステラ神奈川相模原のU-18ユースチームであるノジマステラ神奈川相模原ドゥーエ所属中に育成組織TOP可選手としてトップチームにも登録された。WEリーグデビューは2024年5月2日に行われた2023-24 WEリーグ・第18節のジェフ千葉レディース戦で後半59分に姉・一愛に代わっての出場だった。
翌2024-25シーズンもTOP可選手として登録され、2025年2月にトップチームへの昇格が内定した。

## 個人成績

### クラブ
| 国内大会個人成績 | 国内大会個人成績         | 国内大会個人成績 | 国内大会個人成績 | 国内大会個人成績 | 国内大会個人成績 | 国内大会個人成績 | 国内大会個人成績 | 国内大会個人成績 | 国内大会個人成績 | 国内大会個人成績 | 国内大会個人成績 |
| 年度             | クラブ                   | 背番号           | リーグ           | リーグ戦         | リーグ戦         | リーグ杯         | リーグ杯         | オープン杯       | オープン杯       | 期間通算         | 期間通算         |
| 年度             | クラブ                   | 背番号           | リーグ           | 出場             | 得点             | 出場             | 得点             | 出場             | 得点             | 出場             | 得点             |
| 日本             | 日本                     | 日本             | 日本             | リーグ戦         | リーグ戦         | リーグ杯         | リーグ杯         | 皇后杯           | 皇后杯           | 期間通算         | 期間通算         |
| ---------------- | ------------------------ | ---------------- | ---------------- | ---------------- | ---------------- | ---------------- | ---------------- | ---------------- | ---------------- | ---------------- | ---------------- |
| 2023-24          | ノジマステラ神奈川相模原 | 34               | WE               | 2                | 0                | 0                | 0                | -                | -                | 2                | 0                |
| 2024-25          | ノジマステラ神奈川相模原 | 26               | WE               |                  |                  | 2                | 0                | -                | -                | 2                | 0                |
| 通算             | 日本                     | 日本             | 1部              | 2                | 0                | 2                | 0                | 0                | 0                | 4                | 0                |
| 総通算           | 総通算                   | 総通算           | 総通算           | 2                | 0                | 2                | 0                | 0                | 0                | 4                | 0                |

1. ↑  育成組織TOP可選手（ドゥーエ所属）として登録[1]。
2. ↑  育成組織TOP可選手（ドゥーエ所属）として登録[3]。2025年2月にトップチームへ昇格[4]。

- WEリーグ
  - 初出場 - 2024年5月2日 第18節 ジェフ千葉レディース戦 (ゼットエーオリプリスタジアム)[5]